# 2 Much,I Love U.
「2 Much, I Love U.」（トゥー・マッチ・アイ・ラブ・ユー）は、1987年6月3日にリリースされたC-C-Bの10枚目のシングル。

## 解説
メンバーが4人になり最初のシングル。
メインボーカルは笠浩二。
笠が十二指腸潰瘍と虫垂炎による手術を受けた影響で休養したため、前作「ないものねだりのI Want You」から約半年後のリリースとなった。
アルバム『石はやっぱりカタイ』には、ギターソロが別テイクになってる等のバージョン違いを楽しめる「〜やっぱりカタイ-Mix」が収録されている。

## 収録曲
| 全作曲: 筒美京平、全編曲: 大谷和夫、C-C-B。 |                       |          |            |      |
| #                                           | タイトル              | 作詞     | 作曲・編曲 | 時間 |
| 1.                                          | 「2 Much, I Love U.」 | 松本隆   | 筒美京平   | 3:31 |
| 2.                                          | 「夢の中でおやすみ」  | 川村真澄 | 筒美京平   | 4:23 |